# 舞出彩虹
《舞出彩虹》（The Rainbow Connection），新加坡新传媒8频道时装电视剧，共30集，于2005年11月7日至12月16日期間首播，監製何法明。本劇為新传媒近年来首部以舞蹈为主题的电视剧，與港台合拍，结合了新、中、港、台四地艺人。

## 故事大綱
东荟艺术学舞蹈系级盛名。好多人都怀着梦想前来修读，期望一朝成为舞磷之道。六位才貌出众的年轻人正在这里勤加苦练， 目的是在亚洲大赛获胜，从而争取加入去国际鼎鼎大名的奥多克舞蹈团的机会。 竞争渐渐吞噬了这六个人：自备不快却是舞蹈天才的王健一（郭彦浦）、家境富裕又灵巧好动的季天乐（许立桦）、高傲自信而舞技高超的周大维（陈宝辕）、率性可人而充满天份的丁莹莹（欧萱）、刻苦务实又动若脱免的温小芊（陈洁）和家境清贫却艺精湛的谭美璐（黄婉君）。 在南、密谋、辨解、反击接踵而来。有些梦想顶要放弃。有些希望顶要坚持… 谁能舞出生命的美感？谁能舞出舞蹈界的新纪元？ 谁能舞出彩虹？

## 演員表

### 主要演员
- 欧　萱 饰 丁莹莹 (Yoyo)
- 陳保元 饰 周大维 (David)
- 许立桦 饰 李天乐 (Martin)
- 郭彦甫 饰 王健一
- 黄婉君 饰 谭美璐 (Lulu)
- 米　雪 饰 程瑞雪 (Michelle)

### 其他演员
- 陈　洁 饰 程小芊
- 陈　刚 饰 欧阳飞 (Ben)
- 雪　梨 饰 韦爱雪
- 梁　天 饰 陈声
- 刘兆铭 饰 骆院長
- 成建辉 饰 丁一山
- 嚴炳量（英语：Yan Bingliang） 飾 根　叔
- 蘇明輝 飾 肥　波 (Bobby)
- 劉玉豪 飾 賈姚明
- 張心宇 飾 向　南
- 孔祥德 飾 馬大君
- 楊威文 飾 顏國強

## 原聲大碟
新傳媒於劇集推出同年推出了原聲大碟，收錄了7首歌曲。
| 曲目 | 歌曲     | 主唱            | 作曲       | 填詞   | 編曲       |
| ---- | -------- | --------------- | ---------- | ------ | ---------- |
| 1    | 舞出彩虹 | 石欣卉          | Redwan Ali | 张乐声 | Redwan Ali |
| 2    | 青春     | 潘嘉丽 / 郭彦甫 | 张家良     | 自在   | Redwan Ali |
| 3    | 遇见爱情 | 石欣卉 / 洪俊扬 | 张家良     | 自在   | Redwan Ali |
| 4    | 舞伴     | 洪俊扬          | 张家良     | 张乐声 | Redwan Ali |
| 5    | 看透     | 石欣卉          | 张家良     | 张乐声 | 张家良     |
| 6    | 能爱就爱 | 陈国强 / 蔡诗妮 | Redwan Ali | 自在   | Redwan Ali |
| 7    | 单人舞   | 洪子慧          | 张家良     | 张乐声 | 张家良     |